# Sant'Elena, piccola isola
Sant'Elena, piccola isola è un film del 1943 diretto da Umberto Scarpelli e Renato Simoni.

## Trama
(Napoleone Bonaparte)

Ruggero Ruggeri interpreta Napoleone

Dopo la sconfitta della battaglia di Waterloo, Napoleone viene spedito in esilio nella piccola isola di Sant'Elena. Circondato dai pochi fedeli, passa gli ultimi anni tra un'immutata fierezza e lo sconforto per la libertà negata.

## Produzione

### Titolo
Come riportato dalle didascalie a inizio film, tra i vari scritti personali di Napoleone giunti fino a noi vi è un quaderno di appunti di geografia dell'epoca studentesca; tali appunti son rimasti troncati nel mezzo di una pagina e finiscono con le parole: "Sant'Elena, piccola isola". Dopo quelle parole non scrisse più nulla.
Inizialmente il titolo doveva essere Napoleone a Sant'Elena.

## Distribuzione
Il film venne presentato a Roma il 15 marzo 1943 nella sala proiezioni del Ministero della cultura popolare in visione speciale per gli Accademici d'Italia; presente alla proiezione l'ex presidente del Senato Luigi Federzoni.

## Accoglienza

### Critica
(Fabrizio Sarazani su Il Giornale d'Italia del 4 giugno 1943)